# Asmund Haare
Asmund Haare, född 30 augusti 1949 i Spydebergs kommun, Norge, är en norsk entreprenör. Han grundade hotellkedjan First Hotels och fastighetsbolaget Flying Elephant.
Haare började sin karriär inom IT-branschen, bland annat som större aktieägare i Merkantildata. Han gick senare in i fastighetsbranschen och hotelldrift. Han var delägare i Choice Hotels Scandinavia och  1993 bildade Haare hotellkedjan First Hotels. First Hotels började i Sverige då Haare tog över Sveriges Allmänna Restaurangaktiebolag (SARA).
Haare var en av aktieägarna i nättidningen Resett.